# Biggles padl do pasti
Biggles padl do pasti (v originále Biggles Fails to Return), je dobrodružná kniha spisovatele W. E. Johnse, jež byla poprvé vydána roku 1943. Celkově jde o 29. knihu o Bigglesovi. Děj se odehrává během druhé světové války. Poprvé vyšla v říjnu 1943.
V češtině vyšla poprvé v roce 1994 v nakladatelství Toužimský a Moravec.
Zvláštností knihy je skutečnost, že se Biggles objevuje až v poslední čtvrtině knihy.

## Děj
Biggles byl vyslán do Monaka aby zachránil princeznu, ale již několik týdnů o něm nejsou zprávy. Algy, Ginger a Bertie přemluví Raymonda, aby je pustil na záchrannou výpravu. Do Monaka se dostanou parašutisticky. Pilot Henry, který je vezl na místo je zajat, a tak kromě pátrání po Bigglesovi osvobozují i Henryho. Nakonec najdou Bigglese i princeznu v zaniklé vesnici Castillon, v Monaku ukradnou italské letadlo a s ním šťastně uniknou.